# Paranoid (píseň)
„Paranoid“ je titulní skladba skupiny Black Sabbath z legendárního alba Paranoid, které vyšlo v roce 1970. Byla nahraná jen jako doplněk k albu, ale nakonec se z ní stala titulní píseň a zároveň jeden z největších a nejznámějších hitů skupiny. Původní název alba měl být War Pigs, ale vydavatel se rozhodl zamezit riziku negativních reakcí ze strany zastánců války ve Vietnamu a změnil titul podle názvu této skladby. Píseň Paranoid je na Black Sabbath neobvykle krátká a rychlá. Vydaný singl trval méně jak 3 minuty, což byla délka vhodná pro přehrávaní v hlavních vysílacích časech komerčních rozhlasových stanic. Singl vyšel v červenci 1970 a v žebříčcích Spojeného království dosáhl čtvrté příčky.
Tuto skladbu s oblibou Ozzy zpíval i v době své sólové kariéry. Koncertní verzi skladby nahranou s Randy Rhoadsem (koncertní album Tribute) vydal i na svém výběrovém albu The Essential Ozzy Osbourne.
Televizní kanál VH1 zařadil „Paranoid“ na 34. místo v žebříčku Greatest Metal Songs . V březnu 2005 časopis Q magazine umístil tuto píseň na 11. místo v jeho hodnocení 100 nejvelkolepějších kytarových nahrávek. V časopisu Rolling Stone se umístila na 250. místě v seznamu 500 nejlepších skladeb všech dob. Skladba byla umístěna na první pozici v knize The Top 500 Heavy Metal Songs Of All Time. Seznam byl výsledkem spočítaných hlasů skoro 18 000 fanoušků heavy metalového žánru.

## Coververzeskladby
- The Dickies (1979)
- Megadeth na albech Nativity in Black a Hidden Treasures
- Type O Negative albumThe Origin of the Feces.
- Eighth Deadly Sin na prvním EP Darker Than Black
- Mötley Crüe
- Mystic Prophecy album Satanic Curses
- Sopor Aeternus
- Silverchair
- 3rd Strike
- Quo Vadis
- Rage
- Ruder Than You na albu Horny For Ska
- Queens of the Stone Age hráli cover skladby na rockovém koncertu pro televizi VH1 v roce 2007.
- Master
- Big Country
- KoЯn vydají skladbu na novém albu Korn Kovers
- The Resin
- Pantera
- Rekuiem